# Комишувата
Комишувата (інші назви — Камишуватка, Комишуватка) — річка в Україні, у межах Братського району Миколаївської області. Права притока Мертвоводу (басейн Південного Бугу).

## Опис
Довжина річки 27 км, площа басейну 156 км². Долина трапецієподібна, завширшки до 1,5 км, завглибшки до 50 м. Річище звивисте, на окремих ділянках замулене; пересічна його ширина — 2 м. Похил річки 3,6 м/км. Споруджено декілька ставків.

## Розташування
Комишувата бере початок на північ від села Новомар'ївки. Тече переважно на південь, у нижній течії — частково на південний схід. Впадає до Мертвоводу біля західної околиці смт Братське.